# Сілвер-Сіті (Невада)
Сілвер-Сіті — маленьке містечко в штаті Невада, США. Входить до складу округу Лайона. Населення — 170 осіб (за переписом 2000).

## Географія та клімат

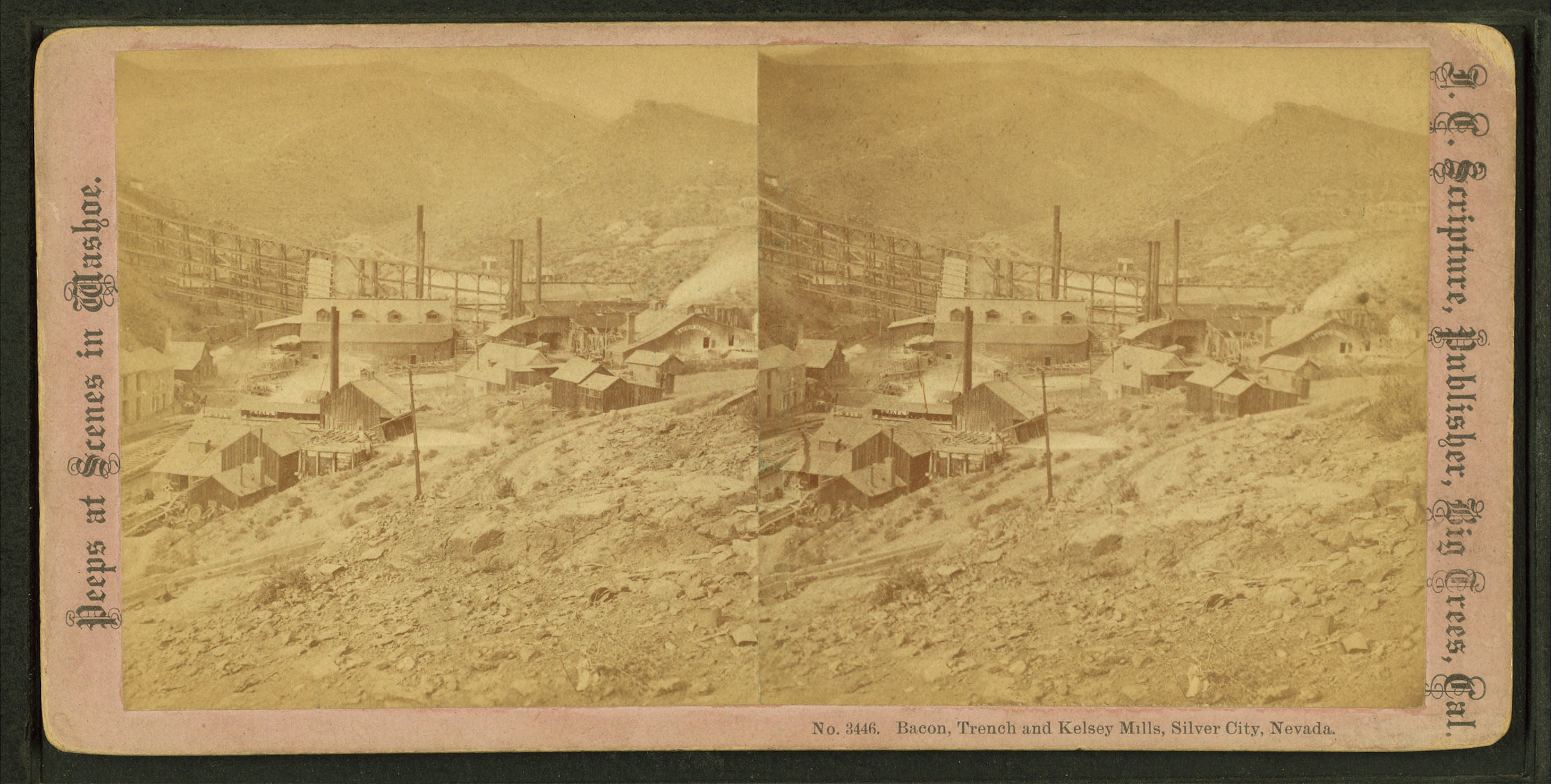
Підприємства Сілвер-Сіті, друга половина XIX або початок XX століття

Сілвер-Сіті розташоване на заході штату Невада, в пустельній місцевості Дикого Заходу. На схід від міста розташовано Великий Басейн, на захід починаються гори Сьєрра-Невада.
Приблизно за 18 км на північний захід розташовується місто Карсон-Сіті.